# 新日本スポーツ連盟
新日本スポーツ連盟（しんにほんスポーツれんめい）は、1965年11月12日に設立された日本のスポーツ総括団体の一つ。旧称新日本体育連盟。英語名称は NEW JAPAN SPORTS FEDERATION （略称:N.J.S.F）。設立から1995年までは「新日本体育連盟」。日本スポーツ協会（体協）とは別の団体。

## 概説
1964年東京オリンピックを前年に控えた1963年に開催された「第1回全国青年スポーツ祭典」が「日本初の自主的な国民の手によるスポーツ祭典」として開催された後、1965年の第3回大会準備会合の中で、「スポーツをできる若者は相変わらず一部の選手に限られている」という認識から全国組織の結成に向けた準備が始まり、同年11月12日に新日本体育連盟が発足した。当初は個人加盟方式が採られていたが、1973年にクラブ加盟方式へと変わり、水泳やスキーなどの普及教室などにより規模を拡大させた。1995年には組織名を現在の新日本スポーツ連盟へと改称し、現在に到る。
現在、同連盟は総合競技大会「全国スポーツ祭典」を2年に1回開催する（第8回まで「全国青年スポーツ祭典」として毎年開催していた）。「全国競技大会」（競技ごとの選手権大会）を全国スポーツ祭典が開かれない年に開催する。全国スポーツ祭典にはスポーツ庁が後援するほか、日本スポーツ協会に所属する選手も参加している。
2023年4月における同連盟の公式サイトでの組織概要紹介によると、同連盟は12種目の全国種目組織、26都道府県で結成された各都道府県連盟、その他の地域組織などによって構成されている。また、過去に公開されていたデータによると、2013年12月時点での構成数は4201クラブ・5万5783名で、内訳は登山35.7%、卓球28.7%、テニス10.2%、野球8.0%、スキー5.5%、水泳2.6%、サッカー3.2%。バレーボール1.8%、その他2.7%、日本勤労者山岳連盟が最大の加盟組織となっていた。
また、加盟団体に対して外部の競技団体への参加を認める立場にあり、体協やその加盟団体が主催する大会への参加、あるいはオリンピックなどの国際大会への参加も可能となっている。各スポーツ団体が加盟する全国組織という点で同連盟と体協は共通の性格を持つが、両者の接点はなく、お互いの公式サイトでも相互リンクは設定されていない。
同連盟は設立目的に「スポーツを国民の基本的な権利として確立」「スポーツの自主的で民主的な発展を推進」をうたっている。
また「スポーツは平和とともに」を掲げ、平和な世の中でこそスポーツが楽しめるとし、平和運動にも関わる。毎年夏、全国各地の連盟で核兵器廃絶と平和を求めるピースラン「反核平和マラソン」を実施する。東日本大震災の原発事故により核エネルギーに頼らない政策を求めるアピールも併せて行う地域もある。
また、5年に1度「東京～広島・長崎1500ｋｍ反核平和マラソン」を約15日間かけて開催する。2015年は初めて福島県から出発し長崎県までを核兵器廃絶、世界平和を訴えて走る「福島～東京～広島・長崎1800ｋｍマラソン」を開催した。
「いつでも、どこでも、だれもがスポーツを」の理念を掲げ、トップアスリートだけでなく、市民スポーツの振興・発展を目的とした活動を行っている。卓球、陸上、水泳、野球、バレーボール、バスケットボール、サッカー、テニス、バドミントン、スキー、ウォーキング等の各種目の競技大会や指導者育成を行うほか、国や地方自治体に対してスポーツ環境の整備要求などスポーツに関する広範な活動を行っている。
海外のスポーツ団体との交流活動も盛んであり、1968年にブルガリアのソフィアで開催された第9回世界青年学生祭典（世界青年学生平和友好祭）を最初として、1975年から続くフランスのFSGT（フランス勤労者スポーツ・体操連盟）や2008年からの韓国体育市民連帯とは定期的に交流を行っている。韓国体育市民連帯とは2019年9月には両国関係が悪化する中でも交流と連帯の活動を推進するという交換メッセージを石川正三理事長の署名入りで送った。
2014年11月8日に「基本的人権としてのスポーツ」の実現に向けて研究を進めるとともに、一般市民のためのスポーツ科学とその体制の創造・発展に寄与することを目的に研究活動を行うスポーツ科学研究所（所長　山崎健）を設立した。

## 出版物
雑誌『スポーツのひろば』や指導書などを発行する。 

### 雑誌

#### スポーツのひろば
連盟の活動、スポーツ選手インタビュー、スポーツ界情報、スポーツ科学などを取り上げる月刊機関誌。
- 定価：290円
- 毎月1日、年10回発行
- 1973年 - 『月刊民主スポーツ』として創刊
- 1979年7月 - 改題（通巻146号）
- 2014年3月の定期総会でより多くの読者を獲得すべく、定価が450円から290円に改定された。

#### スキーメイト
スポーツのひろば別冊扱いの機関誌。スキー情報専門。
- 新日本スポーツ連盟全国勤労者スキー協議会発行
- 定価：320円
- 1978年1月 - 創刊

### 書籍
- 全国スキー協スキー教程 - 新日本スポーツ連盟全国勤労者スキー協議会発行、DVD付き、定価4000円、2004年11月

## 加盟団体

### 全国種目組織
- 日本勤労者山岳連盟
- 全国勤労者スキー協議会
- 全国野球協議会
- 全国水泳協議会
- 全国バレーボール協議会
- 全国卓球協議会
- 全国テニス協会
- 全国サッカー協議会
- 全国剣道協議会
- 全国ランニングセンター
- 全国バドミントン協議会
- 全国ソフトボール協議会

### 都道府県連盟
- 北海道連盟
- 青森県連盟
- 秋田県連盟
- 山形県連盟
- 宮城県連盟
- 福島県連盟
- 埼玉県連盟
- 東京都連盟
- 千葉県連盟
- 神奈川県連盟
- 長野県連盟
- 富山県連盟
- 石川県連盟
- 静岡中部地区連盟
- 静岡西部地区連盟
- 愛知県連盟
- 岐阜県連盟
- 三重県連盟
- 滋賀県連盟
- 京都府連盟
- 和歌山県連盟
- 大阪府連盟
- 兵庫県連盟
- 香川県連盟
- 徳島県連盟
- 高知県連盟
- 福岡県連盟

### 附属研究所
- スポーツ科学研究所